# Discosura
Discosura là một chi chim trong họ Chim ruồi.